# Hugo I van Vermandois
Hugo I van Vermandois (ca. 1053 - Tarsus, 18 oktober 1101) bijg. de Grote, was een zoon van Hendrik I van Frankrijk en van Anna van Kiev. Hij was getrouwd met Adelheid (1062-1122), erfdochter van Herbert IV van Vermandois en verwierf zo de graafschappen Vermandois en Valois in 1080.

## Levensloop
In het voorjaar van 1096 bereikte het nieuws over een kruistocht naar het Heilige land, het hof van de Franse koning. Filips en Hugo discussieerden over een mogelijke deelname, echter Filips was geëxcommuniceerd door de paus. Hugo zou overstag zijn gegaan na een maansverduistering op 11 februari, waarna hij besloot deel te nemen.
In de zomer vertrok Hugo's leger vanuit Frankrijk naar Italië, waarvandaan ze de Adriatische zee zouden oversteken, om zo naar het Byzantijnse Rijk te reizen, terwijl de meeste andere kruisvaarders over land naar Constantinopel reisden. Onderweg sloten zich soldaten aan die onder leiding stonden van de kruisvaarder Emich. Deze was verslagen bij het Hongaarse rijk. Hugo stak de Adriatische zee over ter hoogte van Bari. Onderweg werden veel schepen van Hugo gekelderd, doordat de schepen vlak bij de haven van Dyrrhachiumin in een storm terechtkwamen.
Hugo en het grootste gedeelte van zijn leger kon worden gered en werden verder geëscorteerd naar Constantinopel, waar ze arriveerden in november 1096. Vooraf had Hugo een hoogst arrogante brief gestuurd naar keizer Alexius I van Byzantium, volgens de keizers biografie, geschreven door zijn dochter Anna, waarin zou staan dat hij een onderhoud met Alexius eiste.
Verder stond er: Weet, o koning dat ik koning der koningen ben, en superieur aan allen ben die zich onder de hemelen bevinden. Je hebt nu toestemming om me te begroeten, tijdens mijn aankomst en me te ontvangen met grote bewondering, als dank voor mijn nobelheid.

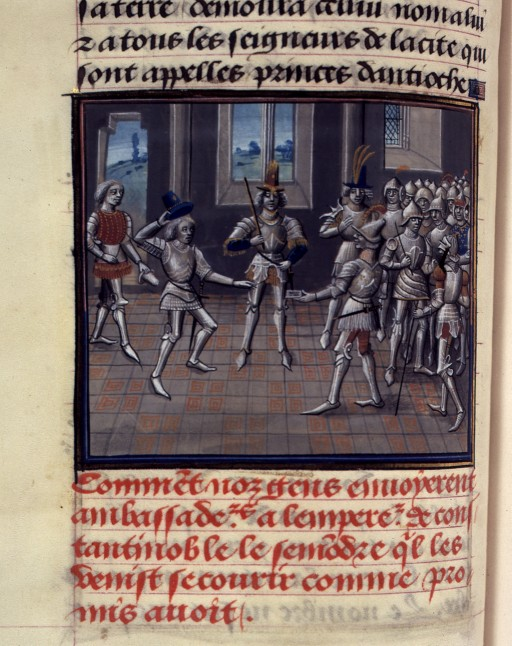
Hugo tegenover Alexius, die zijn eed van vazalschap onder druk aflegt.
(15e eeuw), Historia, Willem van Tyrus, BnF

Alexius was echter bedachtzaam, nadat hij al eerder dat jaar een groot aantal landlopers onder leiding van Pieter de kluizenaar zijn territorium had laten passeren. Alexius liet Hugo gijzelen in een abdij, net zo lang tot hij een eed van vazalschap aan hem zou afleggen. Hugo zwichtte na een tijdje en legde de eed af in het paleis van Alexius, waarna hij vrij man was en zich kon aansluiten bij de kruisvaarders in Nicea. Daar vond het Beleg van Nicea plaats vanaf juni 1097. Het beleg verliep succesvol en daarop volgde nog de Slag bij Dorylaeum. Hugo verbleef tijdens zijn reis in het contingent van Godfried van Bouillon en drukte zich niet uit als een koningsleider, maar kreeg waardering voor zijn cavalerie met hun kundige stuit aanvallen. Tijdens het Beleg van Antiochië in 1098 werd de rantsoennood erg hoog en konden de kruisvaarders de stad maar niet innemen. Hugo werd naar Constantinopel gestuurd om te onderhandelen. Alexius was niet geïnteresseerd, maar stuurde enkele maanden later alsnog versterking. Ondertussen was Hugo niet teruggekeerd naar Antiochië, maar huiswaarts gekeerd richting Frankrijk. Hij kreeg echter kritiek te verduren dat hij zijn pelgrimstocht niet had afgemaakt en Jeruzalem had laten vallen. Zelfs Paus Paschalis II had gedreigd om Hugo net als zijn broer Filips te excommuniceren. Hij ging dan ook mee met de Kruisvaart van 1101 om alsnog zijn reis te vervullen. In Anatolië was echter dit keer het collectief ver te zoeken, terwijl de Turken nu wel een bondgenootschap hadden gesloten met de omringde moslimstaten. Bij Heraclea werden Hugo en zijn metgezellen aangevallen en verslagen. Hugo hield ernstige verwondingen eraan over en overleed enkele dagen later in Tarsus, waar hij werd begraven in de Sint-Pauluskerk.

## Kinderen
Hugo en Adelheid kregen de volgende kinderen:
- Mathilde of Mahaut (1080-1130), in 1090 gehuwd met Roland I van Beaugency (1068-1113)
- Beatrix (1082-), gehuwd met Hugo III van Gournay
- Roland I (1085-1152)
- Isabella (1085-1131), gehuwd met Robert van Beaumont, graaf van Meulan, en met Willem II van Warenne, hertog van Surrey
- Constance (1086-),gehuwd met Godfried van Ferthé-Gaucher, burggraaf van Meaux
- Agnes (1090-1125), gehuwd met Bonifatius van Savona, markgraaf van Vasto
- Hendrik (1091-1130), heer van Chaumont en Vexin
- Simon (1093-1148), bisschop van Doornik/Noyon
- Willem, gehuwd met Isabella, dochter van Lodewijk VI van Frankrijk.

wapen van het huis Vermandois

## Voorouders
| Voorouders van Hugo I van Vermandois (1053-1101) | Voorouders van Hugo I van Vermandois (1053-1101)                          | Voorouders van Hugo I van Vermandois (1053-1101)                          | Voorouders van Hugo I van Vermandois (1053-1101)                          | Voorouders van Hugo I van Vermandois (1053-1101)                          | Voorouders van Hugo I van Vermandois (1053-1101)                     | Voorouders van Hugo I van Vermandois (1053-1101)                     | Voorouders van Hugo I van Vermandois (1053-1101)                     | Voorouders van Hugo I van Vermandois (1053-1101)                     |
| ------------------------------------------------ | ------------------------------------------------------------------------- | ------------------------------------------------------------------------- | ------------------------------------------------------------------------- | ------------------------------------------------------------------------- | -------------------------------------------------------------------- | -------------------------------------------------------------------- | -------------------------------------------------------------------- | -------------------------------------------------------------------- |
| Overgrootouders                                  | Hugo Capet (940-996) ∞ 968 Adelheid van Poitiers (952-1004)               | Hugo Capet (940-996) ∞ 968 Adelheid van Poitiers (952-1004)               | Willem I van Provence (956-993) ∞ 993 Adelheid van Anjou (-1026)          | Willem I van Provence (956-993) ∞ 993 Adelheid van Anjou (-1026)          | Vladimir van Kiev (956–1015) ∞ 977 Rogneda van Polotsk (956-999)     | Vladimir van Kiev (956–1015) ∞ 977 Rogneda van Polotsk (956-999)     | Olaf II van Zweden (970-1022) ∞ Estrid van Mecklenburg (979–1022)    | Olaf II van Zweden (970-1022) ∞ Estrid van Mecklenburg (979–1022)    |
| Grootouders                                      | Robert II van Frankrijk (972-1031) ∞ 1003 Constance van Arles (1086-1034) | Robert II van Frankrijk (972-1031) ∞ 1003 Constance van Arles (1086-1034) | Robert II van Frankrijk (972-1031) ∞ 1003 Constance van Arles (1086-1034) | Robert II van Frankrijk (972-1031) ∞ 1003 Constance van Arles (1086-1034) | Jaroslav de Wijze (978-1054) ∞ 1019 Ingegred van Zweden (1033-1113)  | Jaroslav de Wijze (978-1054) ∞ 1019 Ingegred van Zweden (1033-1113)  | Jaroslav de Wijze (978-1054) ∞ 1019 Ingegred van Zweden (1033-1113)  | Jaroslav de Wijze (978-1054) ∞ 1019 Ingegred van Zweden (1033-1113)  |
| Ouders                                           | Hendrik I van Frankrijk (1008-1060) ∞ 1051 Anna van Kiev (1036-1078)      | Hendrik I van Frankrijk (1008-1060) ∞ 1051 Anna van Kiev (1036-1078)      | Hendrik I van Frankrijk (1008-1060) ∞ 1051 Anna van Kiev (1036-1078)      | Hendrik I van Frankrijk (1008-1060) ∞ 1051 Anna van Kiev (1036-1078)      | Hendrik I van Frankrijk (1008-1060) ∞ 1051 Anna van Kiev (1036-1078) | Hendrik I van Frankrijk (1008-1060) ∞ 1051 Anna van Kiev (1036-1078) | Hendrik I van Frankrijk (1008-1060) ∞ 1051 Anna van Kiev (1036-1078) | Hendrik I van Frankrijk (1008-1060) ∞ 1051 Anna van Kiev (1036-1078) |